# Paddy McCue

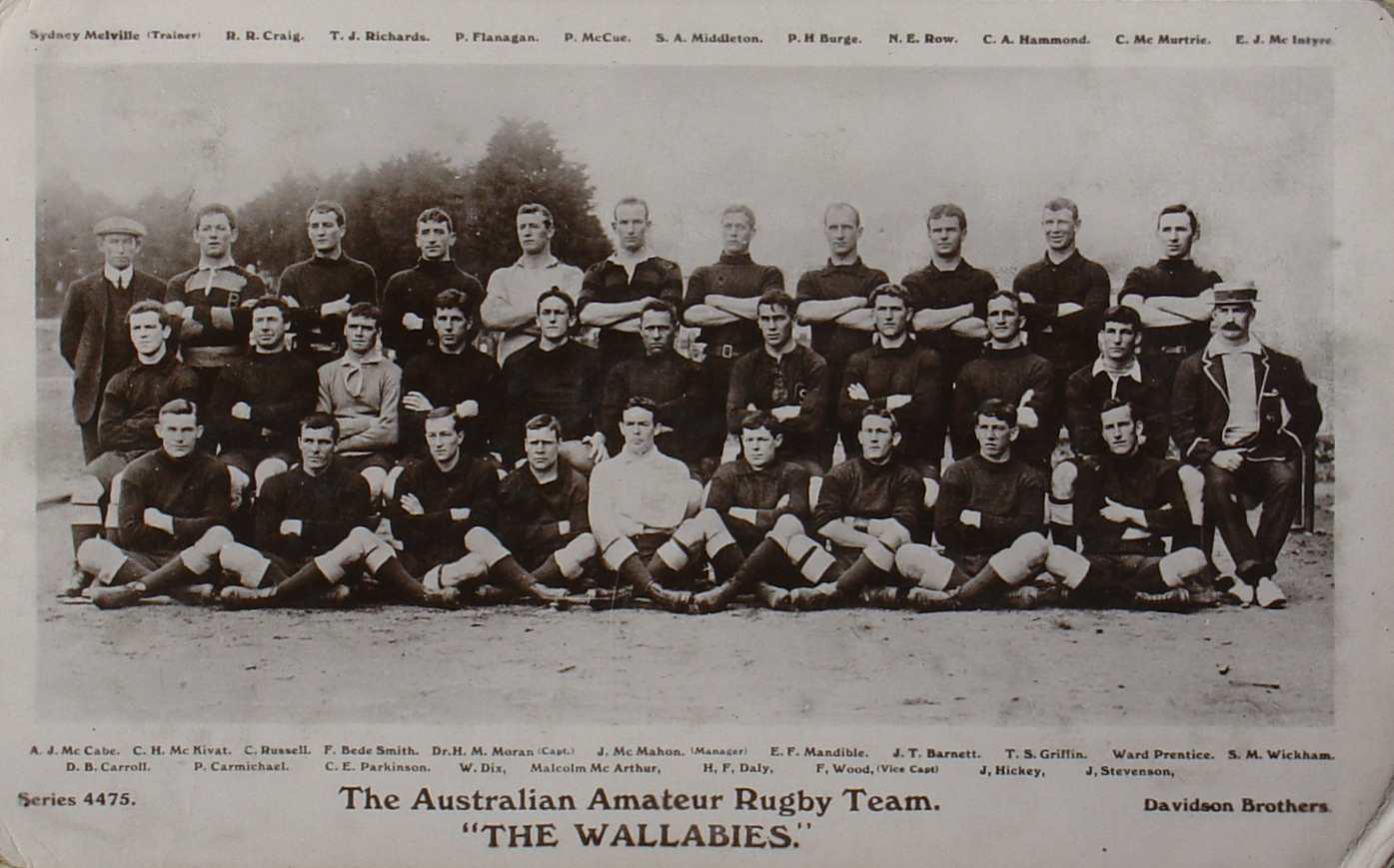
Wallabies z 1908 roku

Patrick Aloysius „Paddy” McCue (ur. 24 czerwca 1883 w Petersham, zm. 10 września 1962 w Sutherland) – australijski rugbysta podczas kariery występujący w obu odmianach tego sportu, olimpijczyk, zdobywca złotego medalu w turnieju rugby union na Letnich Igrzyskach Olimpijskich w 1908 roku w Londynie.

## Kariera sportowa

### Rugby union
W trakcie kariery sportowej związany był z klubem Newtown Rugby Union, a także został wybrany do stanowej drużyny Nowej Południowej Walii, w której rozegrał 16 spotkań. Wystąpił z nią przeciw British and Irish Lions podczas ich tournée do Australii i Nowej Zelandii.
W reprezentacji Australii zadebiutował w 1907 roku w meczu z All Blacks.
W latach 1908–1909 wziął udział w pierwszym w historii tournée reprezentacji Australii do Europy i Ameryki Północnej. Zagrał w odbywającym się wówczas turnieju rugby union na Letnich Igrzyskach Olimpijskich 1908. W rozegranym 26 października 1908 roku na White City Stadium spotkaniu Australijczycy występujący w barwach Australazji pokonali Brytyjczyków 32–3. Jako że był to jedyny mecz rozegrany podczas tych zawodów, oznaczało to zdobycie złotego medalu przez zawodników z Australazji
. Wystąpił również w obu testmeczach przeciwko Walii i Anglii.
Łącznie w reprezentacji Australii w latach 1907–1909 rozegrał 4 spotkania nie zdobywając punktów.

### Rugby league
Po powrocie z północnej półkuli wraz z trzynastoma innymi zawodnikami porzucił status amatora i związał się z zawodową rugby league. Występował w rozgrywkach New South Wales Rugby League z drużyną Newtown Jets w latach 1910–1916, w sezonie 1910 zdobywając mistrzostwo ligi, a w latach 1911–1912 został wybrany do reprezentacji stanu, w której rozegrał spotkań.
Został także reprezentantem Australii w 4 meczach zdobywając 6 punktów, uczestnicząc również w tournée tej drużyny do Wielkiej Brytanii na przełomie lat 1911/12.
Po zakończeniu kariery sportowej był trenerem Sydney University, Newtown Jets, a także drużyn szkół średnich.
Wybrany do drużyny stulecia Newtown Jets, a także uznany za jednego z najlepszych zawodników podczas obchodów stulecia rugby league w Australii.